# يشيليورد (جرجر)
يشيليورد (بالكردية: Venk‏) (بالتركية: Yeşilyurt)‏ هي قرية كرديّة تتبع إداريّاً لمديرية جرجر في محافظة أديامان التركية، بلغ عدد سكانها 120 نسمة في عام 2021.